# SCP: Containment Breach

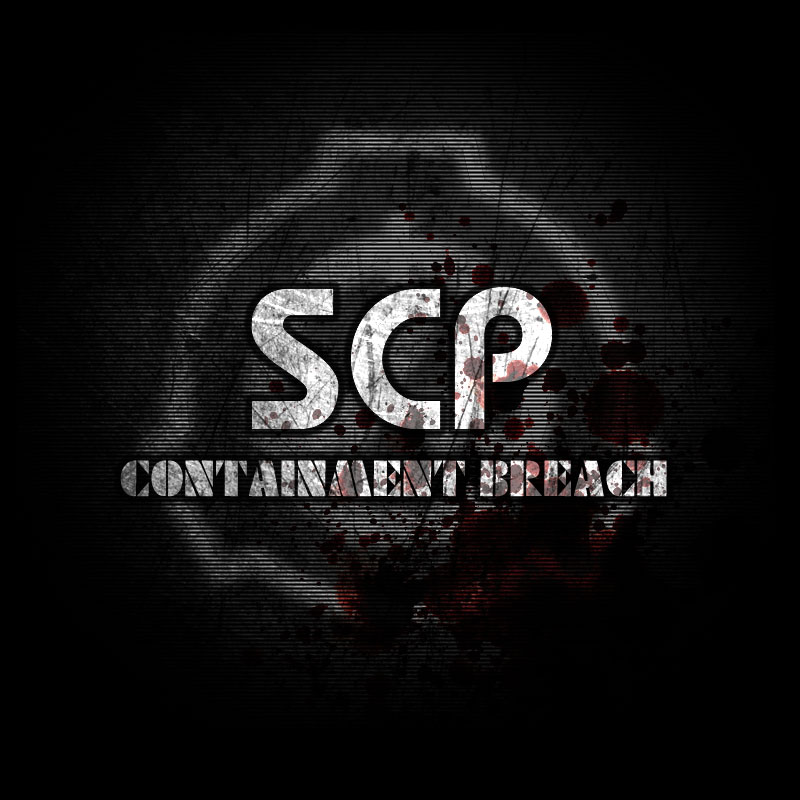

SCP: Containment Breach é um jogo indie de survival horror em primeira pessoa, sendo lançado para as plataformas de Windows grátis pelo desenvolvedor finlandês Joonas Rikkonen (também conhecido como Regalis). O jogo é baseado nas histórias do website da Fundação SCP.
No game o jogador guia um sujeito de teste, D-9341, através de vários obstáculos dentro das instalações pertencentes à sombria Fundação SCP. O jogador depara-se com muitos perigos, incluindo criaturas hostis anómalas e artefatos. O jogador tem também um inventário no qual pode guardar pequenos itens (pilhas, cartões de acesso, máscara de gás, etc.) para o ajudar a escapar, mas o jogo não possui armas para se defender ou atacar, apenas itens que são úteis para ajudar na fuga.
O objetivo final do jogo é chegar à liberdade. Na versão corrente existem duas saídas das instalações, nas quais são o Gate A (Portão A) e o Gate B (Portão B) porém o jogo  foi inspirado em um site de fatos fictícios.

## Jogabilidade

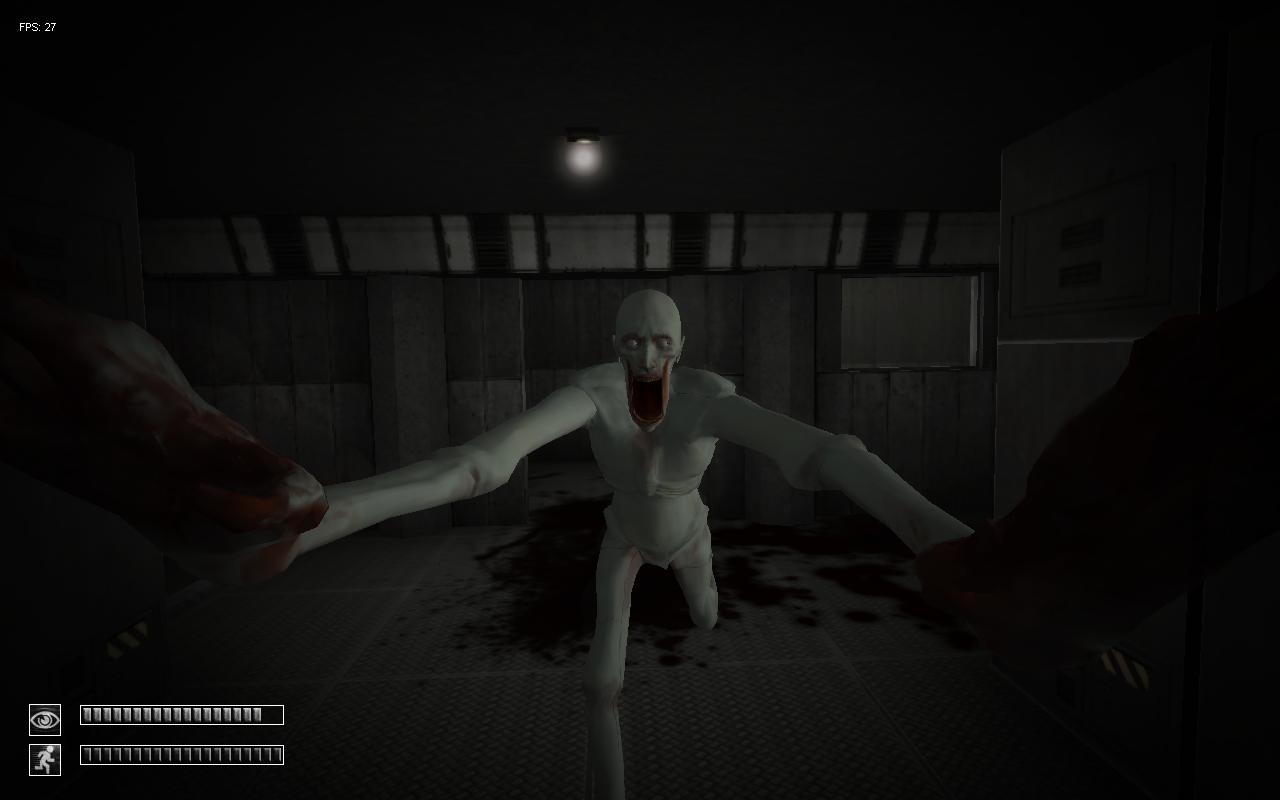
SCP-096 te perseguindo.

O jogador tem também um inventário no qual pode guardar pequenos itens (pilhas, cartões de acesso, máscara de gás, etc.) para o ajudar a escapar.
A mecânica primária do jogo é o medidor que mostra quanto tempo falta para que o jogador pisque os olhos. Esta funcionalidade está centrada na principal ameaça do jogo, o SCP-173, também conhecido como "The Sculpture" ("A Escultura"), uma estátua hostil que mata instantaneamente todos os que o encontrem, mas está incapacitado de se mover enquanto estiver sob uma linha de visão direta. Pode mover-se rapidamente quando não está sob uma linha de visão direta. O jogo tem também um medidor de "sprint" que limita o tempo que o jogador pode correr. Esta funcionalidade está centrada na segunda maior ameaça do jogo, o SCP-106, também conhecido como "The Old Man" ("O Velho"). O SCP-106 é incorpóreo e por isso pode atravessar matéria sólida. O seu ataque consiste em enviar o jogador para uma "dimensão bolso" onde o tenta matar. O jogo tem também outro SCP que foi adicionado na versão 0.6, conhecido como SCP-096, um humanoide geralmente dócil mas que irá tentar matar o jogador se este entrar em contacto visual com a sua cara. Depois de o jogador olhar para a sua cara, o SCP-096 não irá parar de o seguir até que o incapacite.
Existem SCPs feitos para distrair e entravar o jogador, tal como o SCP-372 ("Peripheral Jumper" ou "Saltador Periférico") que não consegue matar o jogador mas causa distorção visual quando o jogador tenta olhar para ele (tenta ficar no limite do campo de visão do jogador). Existem ainda outros SCPs imóveis mas perigosos como o SCP-895, um caixão de madeira que mostra imagens perturbadoras através dos circuitos fechados de televisão (vê-lo "ao vivo" é inofensivo). Observá-las por períodos de tempo prolongados irá levar ao suicídio do jogador devido ao trauma mental grave. Outro SCP proeminente é o SCP-079, "The Old AI" ("A Velha Inteligência Artificial"), um computador senciente (pode ser observado por breves momentos aleatoriamente nos monitores de segurança) toma o controlo das portas das instalações e pode abri-las e fechá-las aleatoriamente. O jogador pode desligar o controlo automático das portas para acabar com esta potencial ameaça. Apesar de ainda não estar implementado, Regalis confirmou que mais SCPs, incluindo o SCP-860 e o SCP-860-1 (uma chave que destranca uma porta para um universo paralelo) e o SCP-682 (um réptil incrivelmente perigoso, inteligente e aparentemente invulnerável que é ocasionalmente ouvido e brevemente visto num dos finais) serão adicionados ao jogo.
Os MTFs (do inglês "Mobile Tasks Forces", "Forças de Tarefas Móveis") estão no jogo desde a versão 0.5 e veem o jogador como uma ameaça, tentando matá-lo. Os MTFs disparam ao ver o jogador, e quando atingido por um tiro, o mesmo irá começar a sangrar e a coxear, em certas zonas do corpo, sendo a cabeça a única que causa morte instantânea. Pode-se usar kits médicos e coletes à prova de bala para ajudar a proteger o jogador das tentativas da MTF de o matarem. O kit médico irá estancar e atrasar a hemorragia mas não irá curar completamente. O colete à prova de bala irá proteger de tiros contra o peito, tornando os MTFs relativamente fáceis de se lidar.

## Enredo
O jogador toma o lugar do D-9341, um sujeito de teste relutante na sombria Fundação SCP, um grupo dedicado a conter e pesquisar artefatos e formas de vida anômalos. O 9341 é escolhido para uma experiência de teste com o SCP-173. Durante o teste ocorre uma quebra da contenção e a segurança do local é comprometida, libertando vários seres perigosos. Sozinho na escuridão, o novo objetivo do 9341 é sobreviver e escapar. Esta tarefa é dificultada pelo SCP-173, bem como vários outros objetos, incluindo o SCP-106, um humanoide que persegue o jogador, se bem que a um ritmo de caminhada, e consegue atravessar matéria sólida. Também o SCP-079 um sistema de Inteligência Artificial (AI) que está determinado a tomar a posse das instalações e é prejudicial, mais tarde, a fuga do jogador.
Depois de explorar as instalações, o 9341 pode sobreviver o suficiente para chegar à central elétrica do local, onde pode desativar o controle que a AI tem das portas. Depois usa um cartão de acesso para aceder à câmara de contenção da AI. O SCP-079 afirma que o jogador precisa da sua ajuda e que ele precisa da sua. Relembra que a sua única hipótese de escapar está bloqueada e apenas o SCP-079 lhe pode abrir as portas, senão o jogador morrerá encurralado nas instalações. O fim do jogador irá depender das suas escolhas no jogo, bem como qual das três saídas que existem escolhe. Na versão 0.5, o jogador é capaz de chegar a uma saída por onde consegue abandonar as instalações. A voz do intercomunicador informa as instalações que o SCP-682, um réptil hostil capaz de auto-regenerar partes destruídas do seu corpo, se libertou e todo o pessoal tem 90 segundos para se esconderem na área resistente a explosões ou tentar entrar num dos helicópteros antes de toda a área ser bombardeada. Contudo, pouco antes de saírem, um dos helicópteros que sobrevoa as instalações é agarrado por uma enorme garra do SCP-682 e é destruído. Infelizmente o 9341 não sobrevive a nenhum dos dois finais no Portão-B.
O final do portão-B depende do que o jogador fez na sala das "Alpha Warheads". Se o jogador encontrou essa sala e desligou as alavancas, no final do portão-B, as MTF falarão através do rádio que o lugar não explodiu por quaisquer motivos. Depois disso, o jogador será surpreendido por um helicóptero. Que atira no jogador e mata - o.
Mas se o jogador ligou as alavancas na sala das "Alpha Warheads". O lugar explodirá no final do portão-B. As MTF dirão no rádio que a explosão foi um sucesso. Mas serão cortados por um rugido do SCP-682. Indicando que a explosão não o destruiu.
Outro fim para o SCP Containment Breach é o do Portão-A, que é o "bom" fim. O Portão A está muito mais protegido, tendo muitos guardas e três helicópteros à sua frente. Aí, o final depende se o SCP-106 está contido em sua cela ou não.
Se o 106 não estiver contido, ele aparecerá no meio do portão-A. Ele vai ignorar o jogador. Tentará escapar, mas os MTF vão atirar um canhão super concentrado nele, enviando - o a sua dimensão bolso. Nesse meio tempo, o jogador pode aproveitar a distração providenciada pelo 106 e continuar sem ser pego pelos guardas. No final, o jogador será surpreendido por três figuras (suspeitas de serem da Chaos Insurgency). Eles explicarão que o jogador sabe de muita coisa para morrer ali. E o levarão.
Contudo, se o 106 estiver contido, ele não aparecerá no portão-A, O jogador é capturado pela MTF. Logo depois, o centro de pesquisas da SCP Foundation irá classificar o D-9341 como um SCP. ‪

## Lista de SCP
Enquanto o 9341 explora o prédio da Fundação, ele poderá se deparar com vários SCP 's. Sendo estes hostis ou não.
- SCP - 173: Uma escultura feita de concreto e o principal antagonista do jogo. Ele pode se mover muito rápido em direção ao jogador. Mas não poderá se mover se o jogador estiver olhando para ele. SCP-173 pode ser contido se o jogador encontrar um jeito de levá - lo ao encontro da Força-Tarefa Móvel. Estes irão enviá - lo de volta para sua cela.
- SCP - 106: É um humanoide incorpóreo que pode atravessar matéria sólida. Sua aparência facial lembra a de um homem idoso. É o principal antagonista depois do 173. Ao chegar perto do jogador, ele o leva para sua "dimensão do bolso". O jogador tem chances aleatórias de escapar desta dimensão se for pego. Fechar portas para obstruir a passagem dele é inútil, uma vez que o 106 pode passar através de paredes e portas. Pode ser contido através do mesmo método usado para conter o 173. Ou o jogador pode contê-lo manualmente. Isso pode ser feito se a sala de contenção do 106 for encontrada. O jogador encontrará duas alavancas e um botão. Para preparar, o jogador deve desligar a alavanca da esquerda e ligar a da direita, depois pressionar o botão para quebrar o fêmur da isca. Olhando no televisor, o jogador deve esperar o 106 aparecer. Quando a televisão ficar estática, o jogador deve rapidamente ligar a alavanca esquerda de novo. Se conter o 106, ele não aparecerá mais. Mas se o jogador quiser o melhor final do portão-A, ele deve soltá-lo desligando a alavanca esquerda. Se o fizer, o 106 não poderá ser contido novamente.
- SCP - 012: É uma folha com diversas notas musicais escritas com tinta vermelha. Contida em uma sala, cuja porta precisa de um cartão de acesso nível 3 para ser aberta. Se o jogador entrar na sala, uma música distorcida irá começar e ele irá flutuar em direção a 012, onde cortará o pulso e usará seu sangue para colocar mais notas na folha. O jogador pode resistir se tentar se mover em outra direção. Se estiver equipado com o SCP - 714, ficará imune ao 012.
- SCP - 895: É um caixão de madeira que mostra imagens perturbadoras através dos circuitos fechados de televisão. Não acontecerá nada se o jogador ver o 895 ao vivo. Mas se o fizer através da câmera (que puxará a visão do jogador em sua direção) Irá causar um delírio no 9341. O jogador pode resistir se tentar olhar em outra direção a câmera ou se mover para longe. Ficará imune se estiver usando o 714. Se o jogador entrar na cela de contenção do 895 para vê - lo ao vivo, o 106 aparecerá na frente do caixão.
- SCP - 860: Uma porta de madeira que abre um portal para um universo paralelo. Ela só pode ser destrancada com a chave SCP - 860-1. Quando é destrancada irá levar o jogador para este universo paralelo, onde há infinitos trilhos e uma floresta imensa com neblina. Quando o jogador andar pelos trilhos encontrará diversas notas espalhadas pelo local. Enquanto jogador ainda continuar a andar pelos trilhos da floresta, ele começará a ser perseguido pelo "SCP 860 - 2", que irá aparecerá a qualquer momento e tentará matar o jogador.
- SCP - 714: É um anel verde de jade. Quando está equipado, a barra de correr do jogador será reduzida drasticamente. Contudo, o jogador estará imune aos efeitos dos SCP 's: 012, 895, 1025 e 049. Se o jogador ficar perto deste último por muito tempo, 049 irá remover o anel do 9341.
- SCP - 178: É um óculos 3D de plástico, parecido com aqueles que são usados em cinema. Quando está equipado o jogador irá ver diversos monstros em versões 3D distorcidos, que são os "SCP 178-1" ao redor. Se o jogador chegar perto demais e fizer contato físico, eles irão matar o jogador. Se remover os óculos voltará ao normal; No entanto se colocar novamente os óculos as figuras 3D ainda continuarão a matar o jogador mesmo assim.
- SCP- 1499: É uma máscara de gás soviética. Quando está equipado o jogador irá para uma espécie de "dimensão paralela", parecida com a da dimensão bolso. Assim como o SCP 178, nesta dimensão existem vários "SCPs 1499-1". Eles não irão atacar a não ser que o jogador fizer contacto visual. Se o jogador fizer contacto visual pra eles, irão começar a atacar o jogador em grupo. Mas se o jogador retirar a máscara irá voltar para o mundo normal novamente. O curioso é que a máscara, apesar do perigo, também ajuda o jogador à escapar dos SCPs (e dos MTFs) que aparecem no caminho; uma vez que um SCP aparece e o jogador põe a máscara, e ficar uns segundos com ela e depois retira-lá, o tal do SCP desaparece. No entanto, isto não funciona com o SCP - 049.
- SCP - 513: É Um sino de vaca enferrujado. Pode ser encontrado em uma sala onde tem uma porta derrubada em cima dele. Se o jogador tocar o sino aparecerá o SCP 513-1 que irá começar perseguir o jogador, observando-o e atormentando-o.
- SCP - 1025: Um livro de capa preta com o título "A enciclopédia de doenças comuns". Se o jogador usar o item, 9341 irá abrir o livro em uma página aleatória com uma doença. Esta doença será contraída pelo 9341. Se estiver equipado com 714, será imune aos efeitos do 1025 (porém, a proteção dada por 714 não irá ser eficaz contra os efeitos de 1025, se este equipar o anel depois de ler o livro).
- SCP - 1048: É um urso de pelúcia extremamente dócil que se locomove por si mesmo e se comunica através de gestos e desenhos. Pode ser visto em várias partes do jogo, como nas janelas das salas ao lado dos check points (áreas que dividem de uma Zona a outra), em alguns corredores da Zona de Contenção Pesada e perambulando pelas celas de contenção de alguns SCPs. SCP - 1048 pode criar outras versões de si mesmo utilizando diversos tipos de materiais, tanto orgânicos, quanto inorgânicos. Ao contrário de seu criador, essas versões são hostis e irão atacar todos que chegarem perto. Uma de suas criações é o SCP - 1048 -A, feito de orelhas de humano, e é encontrado no meio de um corredor na Zona de Contenção Leve. Quando 9341 se aproxima do objeto, este irá emitir um grito alto, fino e desconfortável que irá distorcer a visão do jogador, logo antes de transformar seu corpo inteiro em orelhas, e levando a sua consequente morte. Isso pode ser evitado, se o jogador procurar chamar a atenção de SCP - 1048 - A e então se retirar da sala o mais rápido possível.
- SCP - 1123: É um crânio que possui a falta de uma mandíbula e de todos os seus dentes. Na região exterior de sua Squama frontalis, se encontra um texto em script Khmer, que, quando traduzido, significa "Se lembre". Quando o jogador toca SCP - 1123, este irá vivenciar o passado de um judeu, vítima dos ocorridos da Segunda Guerra Mundial. Na cena, se encontra um homem (suposto nazista) que tenta matar o jogador. No final, o homem fala uma frase em alemão e então da um tiro na cabeça do jogador, em que então, se acaba as alucinações do jogador. O jogador não morre, mas deixa uma pequena quantidade de sangue no chão.
- SCP - 008: Um vírus zumbi contido em uma das salas. Se o jogador chegar perto, o vidro contendo o vírus explodirá e o jogador irá contrair o vírus. Isso pode ser prevenido se o jogador estiver usando a "Hazmat Suit". Se ficar infectado, pode ser curado com uma pílula SCP - 500. Se o jogador ficar com o vírus por muito tempo, virará zumbi. E há uma cena onde o D-9341 zumbificado devora um cientista numa sala. E logo depois é morto por um membro da MTF.
- SCP - 049: É um humanoide alto que se veste de preto e usa uma máscara de gás da idade média. Seu toque é extremamente letal aos humanos. Se o 9341 for tocado, irá ficar inconsciente. O 049 então irá fazer uma cirurgia no 9341. Este vira um SCP - 049 - 2. Uma cena toca onde o 9341 infectado tenta chegar perto de um membro da MTF. Mas é baleado até a morte. O SCP - 714 o deixa imune ao toque do 049. Mas se o jogador ficar perto dele por muito tempo, ele irá tirar o anel e tocá lo.
- SCP - 096: É uma criatura humanoide alto com braços desproporcionais ao seu corpo. É um ser dócil, e ele não vai atacar o jogador a não ser que este olhe no seu rosto. Este SCP é o mais difícil de escapar. Ele é rápido e fechar portas na frente dele é inútil porque o 096 vai quebrá - las rapidamente a força. O único jeito de fugir deste é levando - o a um portão tesla. Quando 096 levar um choque e ficar atordoado por um tempo, o jogador deve se apressar e se mover para fora de sua visão.
- SCP - 966: É um humanoide meio alto que possuí longas garras afiadas em seus dedos, e que é praticamente invisível aos olhos humanos. Mas é possível enxergá-lo através de óculos de visão noturna.
- SCP - 939: É uma criatura predatória endotérmica com a coloração vermelha. Ele é capaz de imitar "vozes" humanas para atrair suas presas. Pode ser encontrado em uma sala da área 6 através de um elevador. Quando o jogador chega lá é possível ouvir vozes parecidas de uma pessoa, produzidas pelo próprio 939. Ele possui uma visão ruim, ou seja, não irá atacar atacar o jogador caso se este chegar perto demais, ou fizer algum barulho. O curioso é que existe outro 939 com uma coloração branca, mas é difícil dele aparecer.
- SCP - 066: Uma espécie de bola de lã vermelha possuindo vários olhos ao redor. Ele é capaz de se mover, além de tocar diferentes músicas e uma sintonia. Parece inofensível, porém sua sintonia é tão alta (com 140 decibéis) que se qualquer um estiver por perto, causará danos na audição permamente. SCP-066 raramente pode ser encontrado perambulando nas instalações da Entrance Zone. Se o jogador chegar perto dele, ele irá emitir a frase "are you eric?" ("Você é o Eric?"), várias vezes. Se o jogador ficar muito tempo perto dele, produzirá a sintonia tão alto que danificará a audição de D 9341. Apesar disso, o efeito da sintonia não irá matar o jogador, mas é necessário que jogador fica longe dele.
- SCP - 035: Uma máscara igual as máscaras de comédia e tragédia no teatro grego antigo. Se alguém colocá - la, a máscara domina o cérebro de quem a colocou. Ela aparece na face de um cientista em sua sala de contenção. Este irá persuadir o 9341 a abrir as portas de sua contenção. Se o fizer, o 035 pode dizer ao jogador uma das seguintes coisas: Que o melhor jeito de fugir é através do portão-B. Mas o 079 estava tomando controle do lugar. Se o 9341 conseguir falar com ele, poderá escapar. Ou o 035 pode dizer que o melhor jeito de fugir é através do portão-A. Mas nesse caso precisaria de uma distração. Ou pode dizer que se o jogador ler no meio das linhas do SCP - 012, poderá interpretá - lo como um mapa. Esse último é falso e é considerado uma tentativa do 035 a levar o jogador ao suicídio.
- SCP - 682: Um réptil enorme que aparenta ser resistente a qualquer tipo de dano, considerado como um dos maiores alvos de destruição da Fundação. É possível ouvir os gritos de SCP - 682 em determinados momentos do jogo, assim como sua cela de contenção; SCP - 682 é visto fora do portão B, junto a alguns helicópteros. Na cena, é possível ver SCP - 682 derrubando um helicóptero com seu braço.
- SCP - 294: É uma máquina de café. Se olhar nos arquivos do jogo, o jogador pode descobrir diferentes drinques que ele pode pedir através do 294. Ele pode ser morto se pedir algo que não se possa beber. Ex: Ácido sulfúrico, lava, nitrogênio líquido.
- SCP - 205: Um par de lâmpadas de iluminação usadas em fotografia. Diferente de outras lâmpadas, estas funcionam apenas em superfícies brancas, passando por aquelas com coloração diferente. Quando ativadas, cada uma irá se comportar de modo distinto, retratando a sombra de uma mulher na superfície branca. Depois disso, vários eventos acabam acontecendo que levam a eventual morte da personagem. Se o jogador observar todo o evento, este começará a ser atingido por entidades invisíveis (diferente dos espécimes de SCP - 966, elas não podem ser vistas, mesmo com o uso dos óculos de visão noturna) até morrer. Durante o ciclo, é comum ver a porta que leva diretamente a sua contenção ficar abrindo e fechando, porém, nada realmente ocorre. É consideravelmente fácil de evitar a morte, simplesmente por ignorar o resto do ciclo, ou simplesmente não observá-lo.
- SCP - 914: É uma máquina encontrada na Zona de Contenção leve. O jogador pode colocar diversos itens na porta "Intake" e configurar a máquina no painel da frente. Sendo "Rough" o pior e "Very Fine" o melhor. E logo depois girar a chave logo embaixo. Esperando um pouco, o jogador pode ir na outra porta e pegar seus itens modificados baseado na configuração da 914. Se o jogador girar a chave e logo depois entrar na porta "Intake", será morto.
- SCP - 1356: São patinhos de brinquedo feitos de borracha. Existem apenas dois tipos, com cores diferentes, entre eles um branco e um amarelo. Dificilmente eles aparecem em diversas salas do edifício durante o decorrer do jogo. Quando um deles aparece, produzem um som parecido com o som de saxofone. Se o jogador o encarar por muito tempo, e piscar os olhos o patinho de borracha desaparece. São inofensivos, ou seja, não fazem mal algum ao jogador.
- SCP - 500: São um conjunto de 47 pílulas espalhadas através do prédio. O jogador pode usá - las para curar ferimentos, curar os efeitos do SCP - 1025 e curar os efeitos do SCP - 008.
- SCP - 420 - J: É um dos SCP 's colocado no jogo para dar um ar humorístico. Aparece em forma de um cigarro. Se o jogador usar o item, uma frase aparecerá: "MAN DATS SOM GUD ASS SHIT". Supostamente dita pelo 9341. Se o jogador colocá - la na SCP - 914 e modificá - la na configuração "Fine" ou "Very Fine". Será morto se o usar.
- SCP - 789 - J: Outro SCP humorístico. Aparece como uma privada na sala do banheiro. Se o jogador chegar perto, o SCP irá dizer: "I am the butt ghost! I 'll eat your butt! (Eu sou o fantasma do bumbum! Eu vou devorar seu bumbum!)
- SCP-650: Este é um ser parecido com a aparência de um manequim preto, que se teleporta para trás do jogador quando o mesmo não está olhando, mas ao contrário do SCP-173 este é dócil e não ataca servindo apenas para dar uns sustos à mais. (este já foi removido do jogo nas atualizações mais recentes justamente pela sua semelhança ao 173).

## Recepção
O jogo recebeu críticas geralmente positivas.
O site de jogos Rock, Paper, Shotgun disse "É como o Warehouse 13 sem os gracejos e peculiaridades mas com muito mais pânico, gritos e esconder de criaturas feitas de dentes e arame" acrescentando que "tem um modelo e texturas fracos de momento mas que espera que se torne numa colaboração massiva". A Edge Online deu ao jogo uma crítica positiva, chamando-lhe um "título indie feito no engenho de fraca qualidade Blitz3D que lança uma criatura fraca", mas adiciona que "de alguma forma consegue ser mais assustador que os mais recentes jogos de horror de elevado orçamento combinados."